# Каменни гъби (Бели пласт)
Природният феномен Каменните гъби (известен още като Скални гъби) е разположен на около 1 km северно от село Бели пласт, до самия път между Хасково и Кърджали. Местните го наричат Мантаркая.
Скалните образувания с формата на гъби са изваяни в риолитови вулканични туфи. Розовият цвят се дължи на минерала клоиноптилолит, а сините и черните петна са от манганови конкреции. Зеленикава багра идва от минерала селадонит. Самите скали са високи до 2,5 – 3 m.
Местността с площ 3 ha, в която се намират скалните формации, е обявена за природна забележителност на 13 май 1974 г. по силата на заповед №РД-552 на Министерство на околната среда и горите. В защитената местност могат да се наблюдават интересни видове птици: орел змияр, египетски лешояд, червенокръста лястовица, испанско и обикновено каменарче.

## Легенда
Според преданието въглищарят Радуил имал 4 дъщери. Един ден те тръгнали за вода, но били подгонени от орда нашественици. Девойките изплашили коня на водача, който паднал на земята и бил разкъсан от момичетата.
Четирите били застигнати от приятеля на загиналия – Омур. Той замахнал с ятагана и отсякъл главата на първата от тях, но щом докоснала земята, тя се превърнала мигом в каменна гъба.
Замахнал и покосил другите две сестри, но се повторило същото. Изплашил се Омур, слязъл от коня, но преди да убие последното девойче, главата ѝ сама се превърнала в камък.
Ужасен, той скочил на коня и понечил да избяга, но при първата крачка се превърнал в черна скала. Хората и днес наричат самотната канара в близост до гъбите Каратепе (черен хълм).